# Au milieu des sollicitudes
Au milieu des sollicitudes (em português: Em Meio às Solicitudes) é uma encíclica publicada em 16 de fevereiro de 1892 pelo Papa Leão XIII. Nesta encíclica, Leão XIII apela então aos católicos da França para que aceitem as instituições republicanas francesas: é o que se chamará de Ralliement.
Esta encíclica destina-se principalmente ao episcopado da França, ao clero e aos católicos franceses. O seu subtítulo é: A Igreja e o Estado na França.
Retoma o tema desenvolvido na Nobilissima Gallorum gens de 1884. O seu principal objectivo é encorajar todos os católicos em França a unirem-se em torno da República. Segue-se o brinde de Argel, proferido pelo Cardeal Lavigerie em 1890.
É excepcionalmente escrita em francês e não em latim.

## Contexto
A Igreja da França era então uma concordata. Mas a jovem Terceira República seguiu uma política anticlerical, fechando escolas e conventos católicos.
A chegada de deputados republicanos à Câmara em 1889 colocou os conservadores — mas também os radicais — em minoria.

## Conteúdo
Nesta encíclica, Leão XIII exorta os católicos franceses a unirem-se na República: “Consideramos oportuno, até mesmo necessário, levantar novamente a nossa voz para exortar com maior urgência — não diremos apenas aos católicos — mas a todos os franceses, honestos e sensatos, a afastarem de si qualquer germe de dissidência política, a fim de consagrar apenas as sua forças para a pacificação da sua pátria."

## Carta aos cardeais da França
Posteriormente, em carta aos cardeais da França, datada de 3 de maio de 1892, Leão XIII foi ainda mais explícito: “[…] dissemos aos católicos franceses: Aceitai a República, isto é, o poder constituído e existente entre vós; respeitai-a; sede-lhe submissos como representante do poder que vem de Deus." Na mesma carta, Leão XIII diz que os bispos franceses, por unanimidade, assinaram em 1892 uma carta de aprovação à encíclica Au milieu des sollicitudes.

## Consequências
Deputados, como o conde Albert de Mun e Jacques Piou, conformaram-se com as opiniões da Santa Sé e criaram a Ação Liberal Popular, lançando assim as bases da futura democracia cristã. A sua adesão é conhecida como “ralliement".